# Stracena summisa
Stracena summisa är en fjärilsart som beskrevs av Erich Martin Hering 1927. Stracena summisa ingår i släktet Stracena och familjen tofsspinnare. Inga underarter finns listade i Catalogue of Life.